# Christian Ludwig Bokelmann
Christian Ludwig Bokelmann (né le 4 février 1844 à Saint-Jürgen, près de Brême – mort le 14 mai 1894 à Berlin) est un peintre réaliste et naturaliste prussien, associé à l'école de peinture de Düsseldorf.

## Biographie
Son père est enseignant et organiste. À la demande de ses parents, il étudie les affaires à Lunebourg et Hambourg-Harbourg, dans le but de devenir commerçant.
Il travaille d'abord dans une usine de cigares, puis dans une usine de peignes. Après la mort de son père en 1868, il s'inscrit à l'académie des beaux-arts de Düsseldorf, où il étudie avec Ludwig Knaus jusqu'en 1871. Après cela, il prend des leçons privées auprès de Wilhelm Sohn.
En 1873, il fait sa première grande exposition à l'Exposition mondiale de Vienne et, à partir de l'année suivante, il expose régulièrement à l'Académie prussienne des arts. En 1877, il reçoit une médaille d'or lors d'une exposition à Gand. Au cours des années 1880, il entreprend un long voyage d'étude dans les marais du nord de la Frise, inspiré par l'approche "Volkskunde" (ethnographique) de la peinture, développée par Rudolf Jordan. En 1883, il s'associe à la colonie d'artistes de Katwijk. 
De 1892 à 1893, il travaille comme professeur de peinture de genre à l'Académie des beaux-arts de Karlsruhe, puis à l'Université des arts de Berlin. Pour ces deux postes, il est assisté par son ami Fritz Mackensen.
Christian Bokelmann meurt après une chute dans un escalier dans son studio, alors qu'il essayait d'accrocher une couronne de laurier donnée par ses étudiants à l'occasion de son 50e anniversaire.

## Galerie

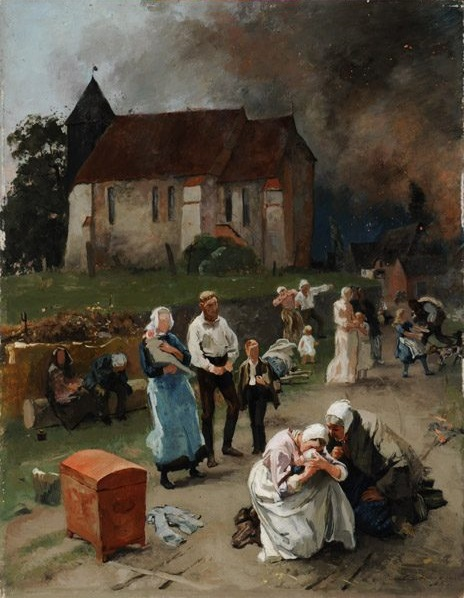
Feu dans le village
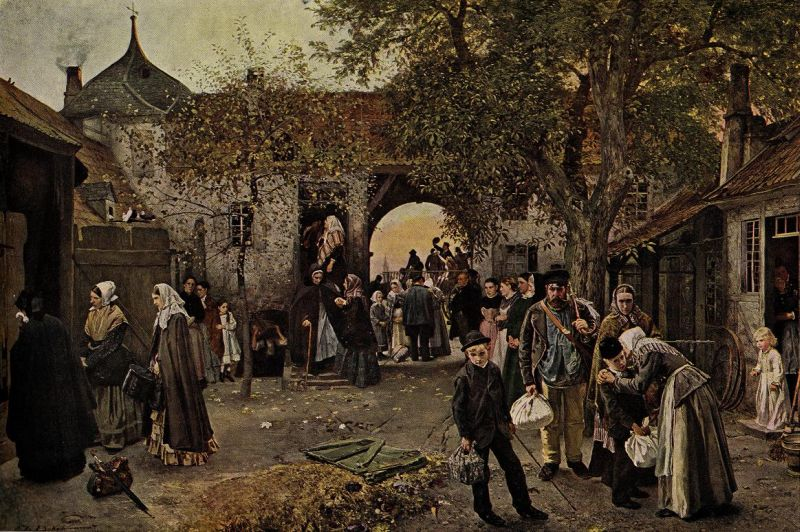
Adieu aux émigrants (de)
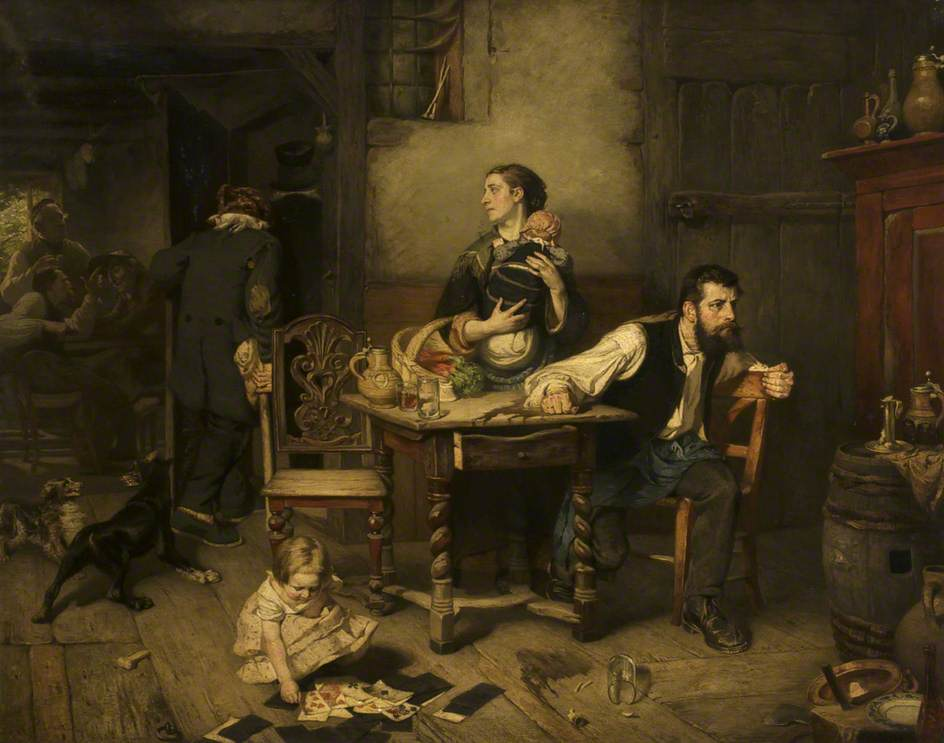
Le joueur
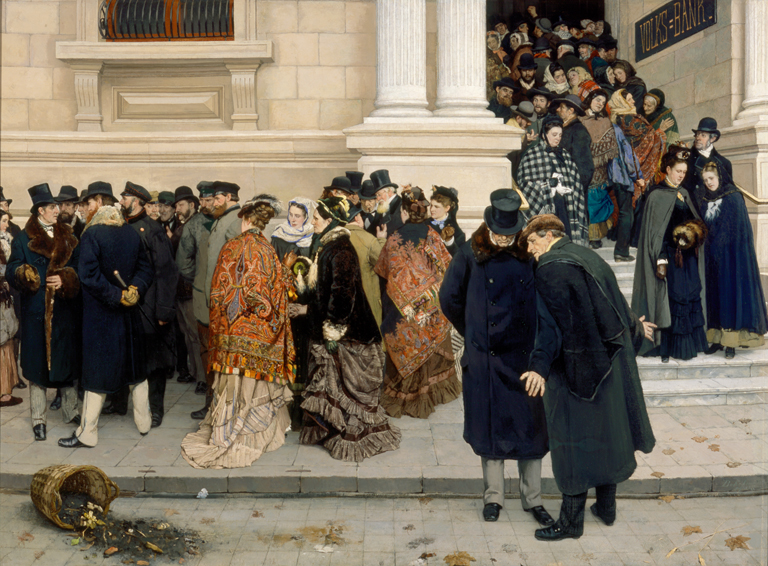
La banque populaire (lors du crash de 1873)

## Distinction
- Chevalier de l'ordre de Léopold (15 janvier 1883)[3].